# Преображенський Ржищівський чоловічий монастир
Преображенський Ржищівський чоловічий монастир — православний монастир УПЦ, у місті Ржищева (Київщина) над Дніпром.

## Історія
Відомий з 1649 p., спочатку чоловічий (у 18 ст. до 1794 греко-католицький), з 1852 — жіночий монастир. Ліквідований радянською владою.
1995 року монастир було відроджено. Від старих споруд збереглися келії кінця XIX ст.